# Rhus kwangoensis
Rhus kwangoensis là một loài thực vật có hoa trong họ Đào lộn hột. Loài này được (Van der Veken) Kokwaro miêu tả khoa học đầu tiên năm 1980.